# Polystichum chunii
Polystichum chunii är en träjonväxtart som beskrevs av Ren-Chang Ching. Polystichum chunii ingår i släktet Polystichum och familjen Dryopteridaceae. Inga underarter finns listade.